# Ozerki
Ozerki (in russo:Озерки) è una stazione della Linea Moskovsko-Petrogradskaya, la Linea 2 della metropolitana di San Pietroburgo. È stata inaugurata il 19 agosto 1988.